# Виктор Тихонов
Виктор Васиљевич Тихонов (рус. Ви́ктор Васи́льевич Ти́хонов; Москва, 4. јун 1930 — 24. новембар 2014. у Москви) био је совјетски и руски хокејашки играч и тренер. Тихонов је био селектор репрезентације СССР у периоду њихове највеће доминације у светском хокеју. Члан је ИИХФ куће славних. Пуковник у пензији.

## Биографија
Виктор Тихонов је рођен у Москви 4. јуна 1930. године (СССР). Као 12-годишњи дечак је 1942. након смрти оца био приморан да ради као механичар у депоу за одржавање аутобуса у Москви. Завршио је трговачку школу у Москви, након чега је 1948. године отишао у војску где је служио у ваздухопловној јединици. У војсци се по први пут и сусрео са хокејом на леду. Играо је као одбрамбени играч за екипу Војне Авијације (ВВС) (1949 — 1953), и касније за московски Динамо (1953 — 1963) са којим је освојио једну (од три) титуле првака Совјетског Савеза. У оквиру лиге Совјетског Савеза у периоду 1949 — 1963 одиграо је укупно 296 утакмица и постигао 35 голова. Године 1950. добио је награду Мастер совјетског спорта.
Након окончања играчке каријере, Тихонов је једно време радио као инструктор за спорт и физичку културу Авијацијске јединице Московског пука. Тренерску каријеру започео је као помоћни тренер у Динаму из Москве 1964. године. Самосталну тренерску каријеру започео је 1966. године у Динаму из Риге. Године 1973. проглашен је за заслужног спорстког тренера Летоније. Највећи успех са рижанима остварен је 1977. године када је освојено 4. место у елитној лиги Совјетског Савеза.
Године 1977. постављен је на место селектора репрезентације Совјетског Савеза и главног тренера ЦСКА из Москве. За 15 година колико је провео као тренер ЦСКА освојио је 14 титула националног првака Совјетског Савеза и две титуле победника купа Совјетског Савеза.
Као селектор хокејашке репрезентације Совјетског Савеза у периоду од 1977. до 1991. освојио је 8 титула светских првака и 3 Олимпијске златне медаље. Тихонов је предводио и репрезентацију Русије на Олимпијским играма 1994. када је Русија по први пут у историји остала без медаље, након чега је Тихонов напустио кормило репрезентације. У репрезентацију је се кратко вратио у периоду 2002/04, али без неких већих успеха. Године 2004. напустио је и ЦСКА и објавио повлачење из тренерског посла.
Као тренер Тихонов је био познат по великој дисиплини, реду и раду међу играчима. Екипе које је предводио биле су у пуном тренажном процесу 10 до 11 месеци у току године. То и не чуди, с обзиром на чињеницу да је ЦСКА био део Совјетске армије, а сам Тихонов пуковник по чину.
Преминуо је у болници у Москви 24. новембра 2014. у 85. години живота..

## Титуле
Као играч:
- Првак СССР (4): од 1951. до 1954. (три титуле са ВВС и једна са Динамом);
- Титуле вицепрвака (4): 1959, 1960, 1962 и 1963. године
- Треће место (4): од 1955. до 1958. године
- Куп Совјетског Савеза (1): 1952. године

Као тренер
- Олимпијски победник са СССР (3): 1984, 1988, 1992. (1992. са ЗНД)
- Сребрна олимпијска медаља 1980. године
- Титула светских првака (8): 1978, 1979, 1981, 1982, 1983, 1986, 1989, 1990. године
- Првак Совјетског Савеза са ЦСКА (13): 13 титула за редом од 1977-89.
- Куп СССР (2): 1979. и 1988.

### Награде
- Орден „Заслуга отаџбине“ трећег степена (20. децембар 1996.)- за заслуге у развоју националног хокеја на леду[3]
- „Орден заслуга Русије“ (3. јун 2000.)- за развој хокеја на леду Русије[4]
- „Орден пријатељства“ (јун 2010.) - за заслуге у развоју руског спорта[5]
- „Орден Лењина“ 1983. године
- „Орден Октобарске револуције“ 1988. године
- Члан Куће славних ИИХФ од 1998. године